# Calyptranthes plicata
Calyptranthes plicata är en myrtenväxtart som beskrevs av Mcvaugh. Calyptranthes plicata ingår i släktet Calyptranthes och familjen myrtenväxter. Inga underarter finns listade i Catalogue of Life.